# روباه قطبی (بازی ویدئویی)
روباه قطبی (به انگلیسی: Arcticfox) یک بازی ویدئویی تخیلی شبیه‌سازی تانک می‌باشد که توسط شرکت داینامیکس در سال ۱۹۸۶ تولید و به وسیله الکترونیک آرتز منتشر گردید (در اروپا توسط آریولاسافت منتشر شد). این بازی ادامه‌ای بر «استلار ۷» است. «روباه قطبی» ابتدا برای رایانه آمیگا ساخته شد اما بلافاصله بر روی پلتفرم‌های مختلف (آتاری اس تی، کمودور ۶۴، اسپکتروم، داس و اپل ۲) نیز پورت گردید.
گرافیک این محصول جزو اولین عناوین تولید شده اول شخص است که به صورت سه بعدی پردازش می‌شد و یکی از پیشگامان ژانر تیراندازی اول شخص است. سومین محصول از این سری در سال ۱۹۹۱ و با نام Nova 9: Return of Gir Draxon تولید گردید. تیم طراحی این بازی در شرکت داینامیکس، همچنین اقدام به تولید بازی‌های «ماشین باورنکردنی» و «بارون قرمز» نیز نمودند.
داستان بازی مربوط به اتفاق تخیلی در سال ۲۰۰۵ است که طی آن بیگانه‌ها به قطب حمله کرده و قصد ربودن اکسیژن کره زمین را دارند. بازیباز باید به وسیله یک تانک پیشرفته (ملقب به روباه قطبی) به مقابله با آن‌ها رفته و بیگانگان را نابود سازد.

## گیم پلی
هدف اصلی بازیباز هدایت یک تانک پیشرفته داخل تأسیسات بیگانه‌ها و نابودی پایگاه آن‌ها می‌باشد. بازیباز با استفاده از قابلیت‌های تانک باید اقدام به نابودی سفینه‌ها و تجهیزات بیگانگان نماید. تانک بازیباز مجهز به یک توپ، مین گذار زمینی، رادار، یک دستگاه جی پی اس و نمای دید جلو و عقب می‌باشد. بازیباز با واحدهای متنوعی از دشمنان از قبیل هواپیماها، تانک‌ها، زاغه‌های مهمات و برج‌های مخابراتی در طول بازی روبرو می‌شود.
نقطه قوت بازی، کابین هدایت تانک می‌باشد که بازیباز در آن می‌تواند ضمن مشاهده نمای بیرونی، امکاناتی از قبیل صفحه رادار را هم مشاهده کند. نمای بازی همچنین دست راننده تانک را نشان می‌دهد که بر روی یک جوی‌استیک هدایت تانک قرار دارد. دشمنان در این بازی هم بر روی صفحه رادار و هم بر روی نمای اصلی بازی قابل مشاهده هستند.
یکی از قابلیت‌های غیرمتعارف بازی، نمای بازیباز می‌باشد. (فقط در نسخه آمیگا) بازیباز می‌تواند دست راننده تانک را نیز ببیند، نمای پرسپکتیو با توجه به موقعیت تانک تغییر می‌کند. برای مثال اگر تانک در سراشیبی قرار بگیرد، نمای پرسپکتیو نیز به صورت مناسب نمایش داده می‌شود. این روش پویای تصویرسازی برای بازی‌های ویدئویی آن دوران یک نوآوری به حساب می‌آمد.

## بازتاب‌ها
مجله «کامپیوتر گیمینگ ورلد» در مورد بازی نوشت: «اولین بازی اورجینال شرکت الکترونیک آرتز که از قابلیت‌های آمیگا به خوبی استفاده می‌کند.» و در مورد صوت و گرافیک آن عبارت «هیجان انگیز» را به کار برد و به کاربران توصیه نمود به جای ماوس از جوی‌استیک استفاده نمایند. ماهنامه کامپیوت! ضمن تمجید از نسخه آمیگا، آن را برای علاقه‌مندان به بازی‌های استراتژی و اکشن دلپذیر دانست.
در سال ۱۹۹۶ مجله «کامپیوتر گیمینگ ورلد»، نسخه آمیگای این بازی را در رده ۱۳۸ بهترین بازی‌های تاریخ قرار داد. نویسندگان مجله Crash به نسخه اسپکتروم این بازی نمره ۴۱℅ داده‌اند.